# Jägarbrigaden
Jägarbrigaden (JÄGBR) (finska: Jääkäriprikaati)  är en infanteribrigad inom finländska armén som verkat i olika former sedan 1979. Förbandsledningen är förlagd i Sodankylä i Lappland.

## Historik
Jägarbrigadens traditioner följer 27. infanteriregementet från vinterkriget och 6. divisionen från fortsättningskriget. Lapplands jägarbataljon som ingår i brigaden räknar sina rötter till 1. cykelbataljonen som grundades 1921. Bataljonen ombildades senare till 1. jägarbataljonen som stred i vinterkriget och fortsättningskriget. Från och med den 1 januari 2015 ingår Lapplands luftvärnsregemente som en del i Jägarbrigaden. Detta genom den omorganisation som Försvarsmakten genomförde åren 2012–2015.

## Verksamhet
Jägarbrigaden är det nordligaste truppförbandet och har specialiserat sig på arktisk utbildning och arktiskt luftvärn.

## Ingående enheter
I Jägarbrigaden ingår Staben och Lapplands jägarbataljon i Sodankylä samt Rovaniemi Luftvärnssektion, Lapplands militärmusikkår och Lapplands regionbyrå i Rovaniemi.
Lapplands jägarbataljon
- 1. jägarkompaniet
- 2. jägarkompaniet
- 3. jägarkompaniet
- Underhållskompaniet
- Stödkompaniet

Rovaniemi luftvärnssektion
- Baskompaniet
- 1. luftvärnsbatteriet
- 2. luftvärnsbatteriet
- Baskompaniet, utbildas militärpoliser, ett underhållsteam och delar av flygvapnets underhållskompani.

Lapplands militärmusikkår

## Förbandschefer
Förbandschefen tituleras regementschef och har tjänstegraden överste. 

- 1979–1980: Överstelöjtnant Hannu Sarkio
- 1980–1984: Överste Tuomo Tuominen
- 1984–1989: Överste Pentti Karvonen
- 1989–1993: Överste Jyrki Jolma
- 1993–1996: Överste Aarno Vehviläinen
- 1996–1996: Överstelöjtnant Seppo Alahonko
- 1996–1999: Överste Jan Gallop
- 1999–2001: Överste Vesa Tervo
- 2001–2003: Överste Hannu Aikio
- 2003–2006: Överste Esa Pulkkinen
- 2006–2009: Överste Kimmo Lehto
- 2009–2011: Överste Mauri Koskela
- 2012–2015: Överste Petteri Koskinen
- 2015–2017: Överste Antti Lehtisalo
- 2017–2019: Överste Jyrki Kaisanlahti
- 2019–2022: Överste Sami-Antti Takamaa
- 2022–20xx: Överste Kimmo Kinnunen

## Galleri

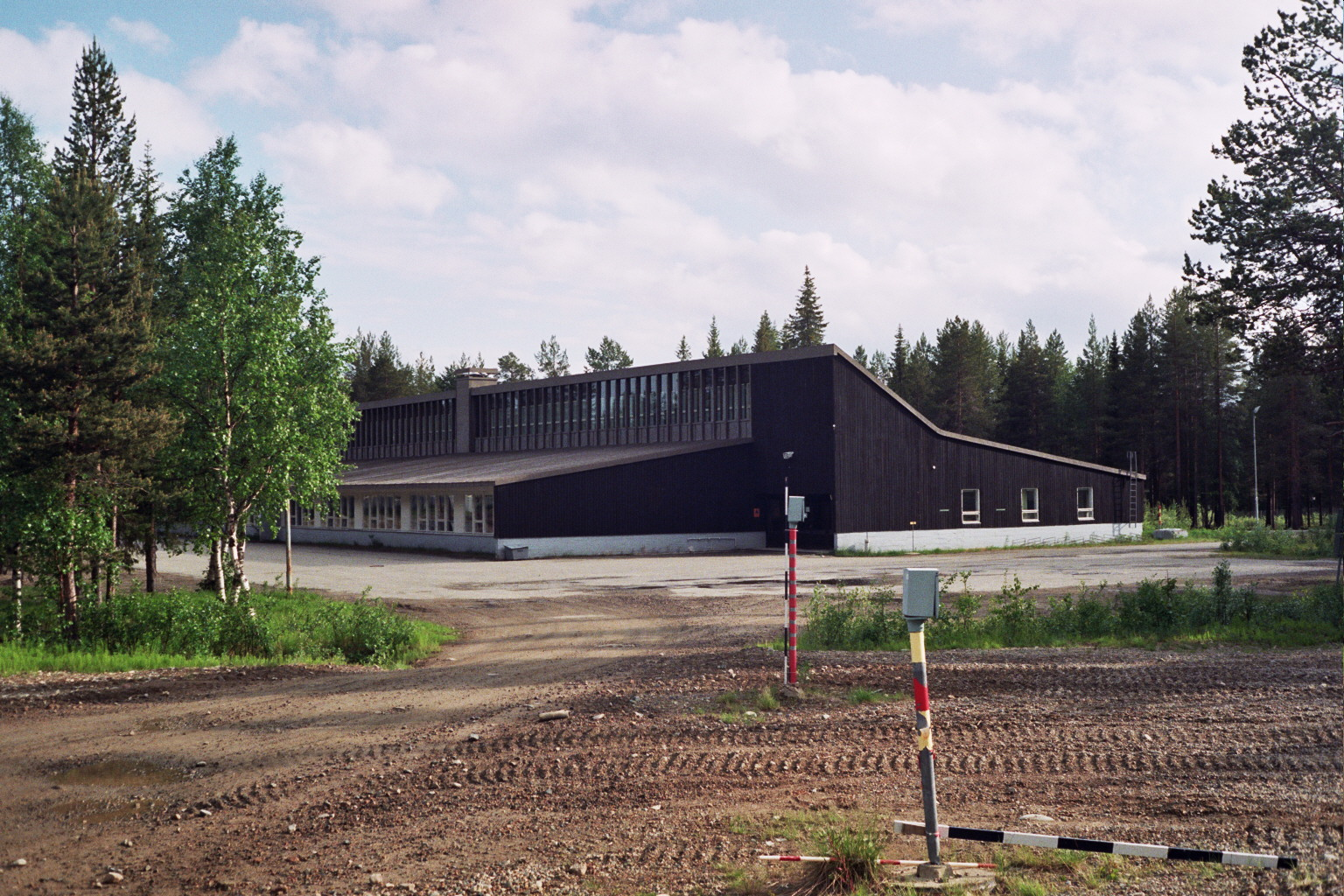
Kaserner vid Jägarbrigaden
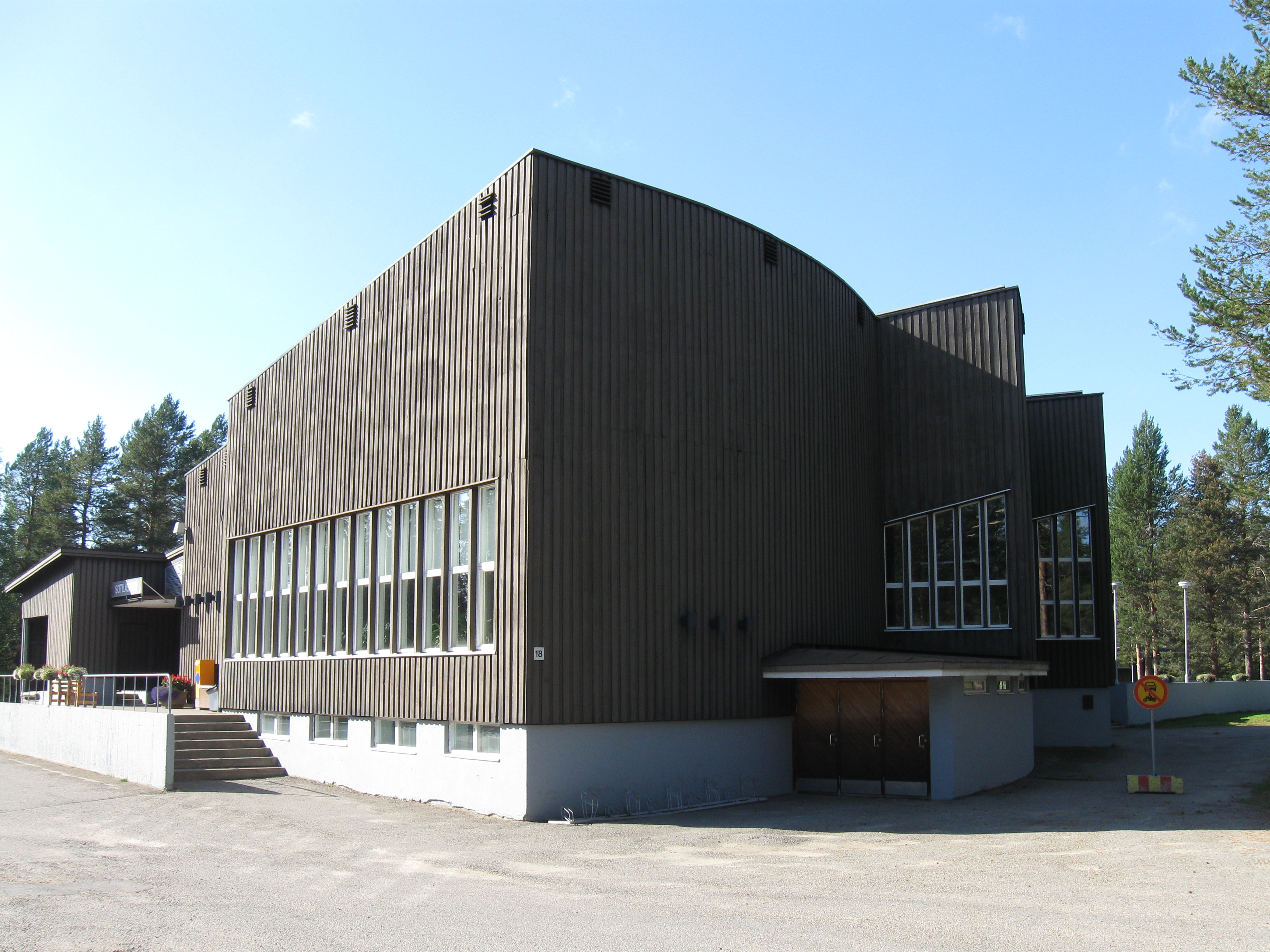
Matsalsbyggnad
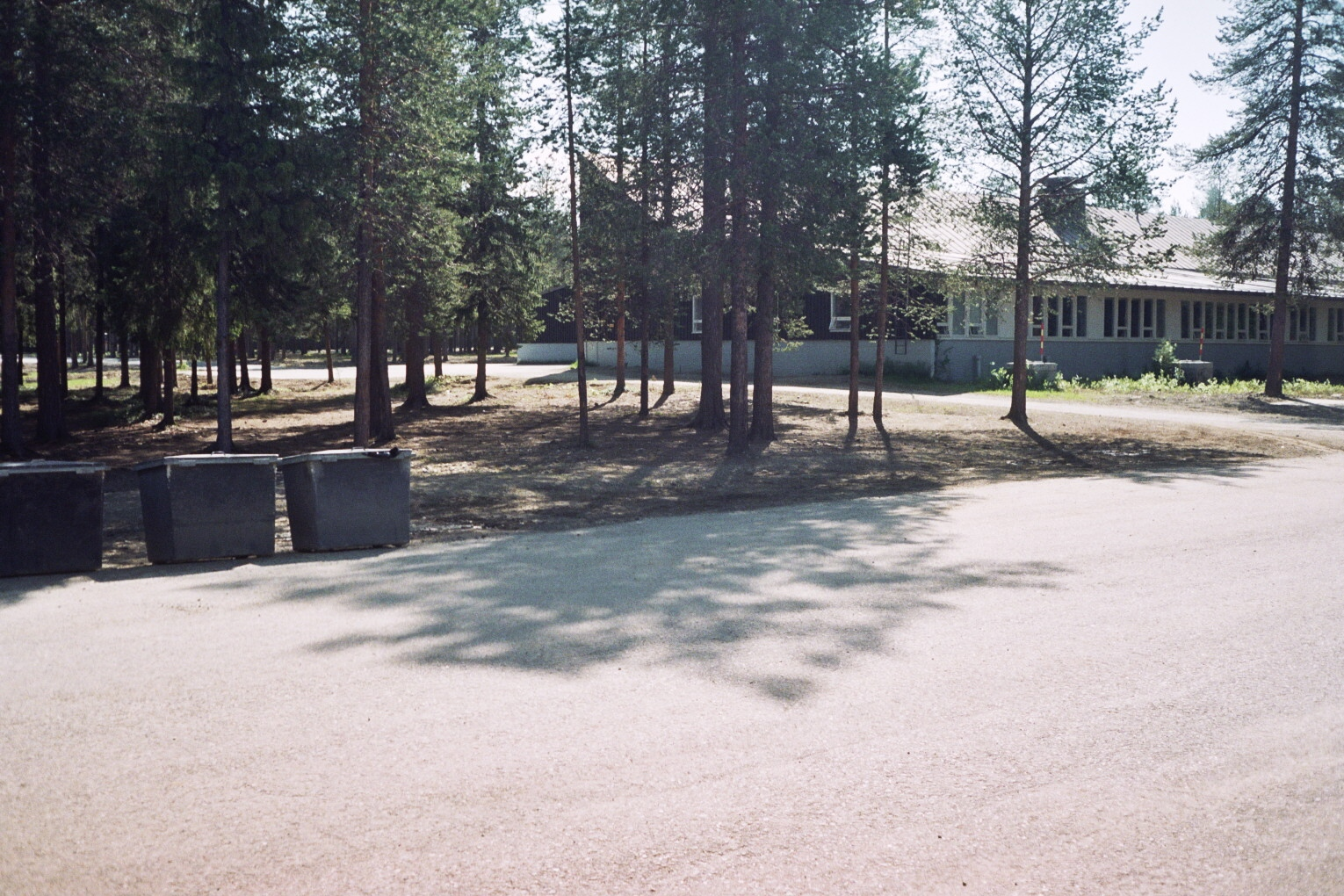
Kaserner vid Jägarbrigaden
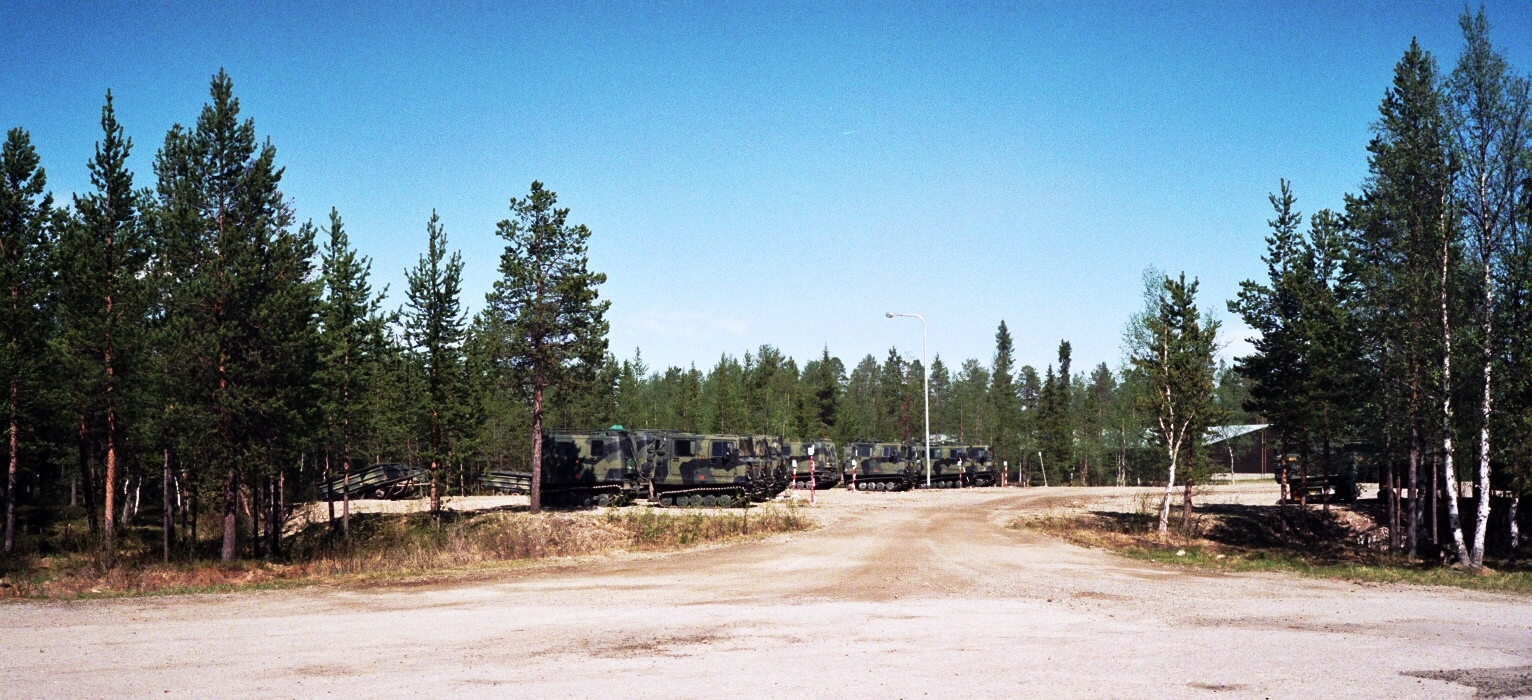
Motorområde vid Jägarbrigaden